# Jacques Silberfeld
Pour le personnage de Balzac, voir Michel Chrestien (Cénacle).
Pour l’article ayant un titre homophone, voir Michel Chrétien.
Pour les articles homonymes, voir Silberfeld.
Jacques Silberfeld, dit Michel Chrestien, est un traducteur et homme de lettres français né le 4 juillet 1915 à La Haye (Pays-Bas) et mort le 17 janvier 1991 à Paris.

## Biographie

### Famille
Son grand-père, Lazare Silberfeld, est rabbin à Cracovie (Pologne), dans le quartier de Kazimierz, et son père, Ernest Silberfeld, diamantaire, à Anvers (Belgique). Il est le père du journaliste Antoine Silber et le grand père de la militante LGBT, Judith et de l'actrice et réalisatrice Magaajyia Silberfeld.

### Formation
Il passe le baccalauréat au Lycée Louis-le-Grand à Paris, commence des études de médecine et fait la connaissance d'Alexandre Vialatte. Sur le conseil de Fernand Mossé, il s'inscrit en anglais à la Sorbonne et fait un mémoire sur La Tragique Histoire du docteur Faust de Christopher Marlowe.

### Collaboration et Résistance
Pendant la Seconde Guerre mondiale, il rejoint le 21e régiment de marche de volontaires étrangers, puis démobilisé, rejoint le réseau de résistance Libération-Sud et utilise alors plusieurs pseudonymes. Arrêté plusieurs fois, il s'évade une première fois du Stalag XVII-A, en Autriche, est enfermé à la Prison Saint-Michel (Toulouse) puis s'évade du "train fantôme" pour Dachau, pendant l'été 1944.
Proche de Raymond Lévy, Christian de Roquemaurel, Jean-Jacques Demorest, et Jean Dutourd qui lui dédiera son premier roman : Au bon beurre, il choisit comme nom de plume Michel Chrestien en hommage au personnage de Balzac : Michel Chrestien (Cénacle) dans Les Secrets de la princesse de Cadignan et les Illusions perdues.

### Carrière
Il enseigne au Centre de formation des journalistes de Paris, puis aidera Bernard Pivot à publier son premier roman chez Calmann-Lévy.
« Fidélissime » soutien de Pierre Boutang, il est qualifié de « perpétuel » critique littéraire de La Nation française et confesse avoir partagé le sentiment d'être un mouton.

## Distinction
- 1954 : Prix Vérité

## Publications
- Esprit es-tu là, de Rabelais à Sacha Guitry, 1200 histoires drôles, 1957
- Humour, quand tu nous tiens : De Christophe Colomb à Winston Churchill, mille histoires drôles anglo-saxonnes, 1959
- Un siècle d'humour anglo-américain, Michel Chrestien et Jacques Sternberg, préface d'André Maurois, 1961
- Bêtes pas bêtes ou le temps des animaux, 1965
- Le Livre blanc de l'humour noir, 1967

## Traductions
- Plus noir que vous ne pensez de Jack Williamson, 1940
- Les 21 ballons de William Pène Du Bois. 1947
- Le Faiseur de gloires, de Guido Orlando, 1953
- L'action française de Eugen Weber, 1962
- Prisonnier politique, de Paul Ignotus, 1962
- Mao Tsé-Toung : Empereur des Fourmis bleues, de Paloczi-Horvath. 1963
- Skinner de Hugh C. Rae
- Mon nom est Aram, de William Saroyan,
- Pnine de Vladimir Nabokov
- Les Plus qu'humains de Theodore Sturgeon
- Double Étoile de Robert Heinlein
- Panique à la banque: Et autres dérapages littéraires de Stephen Leacock
- Contes du temps de Noël de Henri Pourrat
- Essai sur la révolution par Hannah Arendt, 1985
- Opération Radio-Noire : Eblack boomerange par Sefton Delmer
- Aux hommes, les étoiles: They shall have starse par James Blish
- Le Vampire écossais par Hugh Crawford Rae
- Les Reptiles vivants du monde par Karl P. Schmidt et Robert F. Inger
- Comme des rats : The Wax boom par George G. Mandel
- Terre, mon amie par Peter Townsend
- Châtelain en Pologne : Mémoires du comte Potocki Master of Lancut par Alfred Potocki